# Calyptomyrmex fritillus
Calyptomyrmex fritillus (лат.) — вид мелких муравьёв рода Calyptomyrmex из подсемейства Myrmicinae (Formicidae). Австралия: Квинсленд.

## Описание
Мелкие муравьи, длина тела около 3 мм. Длина головы (HL) от 0,77 до 0,83 мм, ширина  (HW) от 0,72 до 0,80 мм. Длина скапуса усика (SL) от 0,41 до 0,48 мм. Основная окраска тела от желтовато-красного до красновато-коричневого цвета. Верх головы, пронотум и мезонотум, ноги и первый тергит брюшка покрыты желтовато-белыми чешуевидными волосками. На голове развиты глубокие усиковые бороздки, полностью вмещающие антенны. Усики самок и рабочих 12-члениковые с булавой из 3 вершинных члеников (у самцов усики 12-члениковые, но без булавы). Максиллярные щупики 2-члениковые, нижнечелюстные щупики из 2 члеников. Наличник широкий с двулопастным выступом (клипеальная вилка). Стебелёк между грудкой и брюшком состоит из двух члеников: петиолюса и постпетиолюса (последний четко отделен от брюшка), жало развито, куколки голые (без кокона). Вид был впервые описан в 2011 году австралийским мирмекологом Стивом Шаттаком (Steven O. Shattuck, CSIRO Ecosystem Sciences, Канберра, Австралия).